# 増幅法
増幅法（ぞうふくほう、または敷衍、amplification）とは、修辞的効果を増すため、重要性を付加するため、あるいは思想や状況をできるだけよく見せるために、意見・主張を引き延ばす修辞技法のこと。
増幅法は、たとえば誇張法のような過度で余分な技法、つまり文体の悪癖と言われる一方で、意見のために複数の表現形式を発展させるという意味で「修辞技法と思考の技法が合体した重要な交点」とも言われる。